# 오쿠쓰정
오쿠쓰정(奥津町)은 오카야마현 북부 도마타군에 있던 정이다. 현재는 가가미노정의 일부가 되어 현재는 가가미노 정사무소 오쿠쓰 진흥센터로 되어있다. 

## 지리
주고쿠 산지에 위치해 대부분은 산림으로 이루어져 있었다. 돗토리현에 접했으며 또한 요시이강의 상류에 해당하고 오쿠쓰케이가 있어 그 밖에 미마사쿠 산유의 하나로 꼽히는 오쿠쓰 온천이 있다.
정의 남부에는 2005년에 완성된 도마타댐이 있는데 1955년의 오쿠쓰정이 성립때부터 마을 전체적으로 반대 운동을 전개했다. 이전 전 옛 동사무소가 있어 마을의 중심이었던 시모하라 지구는 댐 호수 바닥에 가라앉았다.

## 역사
- 1959년 4월 1일 - 도마타군 도마타촌, 하데촌, 오쿠쓰촌이 합병 정으로 승격해 오쿠쓰정이 되었다.
- 1994년 8월 - 오쿠쓰 정의회가 도마다 댐 저지 특별위원회 조례 폐지를 가결되어 35년에 걸친 댐 건설 반대 운동이 종결되었다. 반대 운동이 종결됨에 따라 호수 바닥에 가라앉을 예정인 집의 대부분은 마을 밖(쓰야마시, 구·가가미노정 등)으로 이사하는 과정에서 과소화가 진행되고 있었는데, 이로 인해 인구가 심각하게 격감하였다.
- 2005년 3월 1일 - 가가미노정 (초대) , 가미사이바라촌, 도미촌과 대등 합병으로 신 가가미노정이 성립하였다. 동월 도마타댐이 완공되었다.

## 교통

### 도로
- 국도 제179호선